# Conflitto Israele-Hezbollah del 2023-2024
Il conflitto Israele-Hezbollah del 2023-2024 è iniziato l’8 ottobre 2023 quando il movimento libanese Hezbollah ha lanciato razzi guidati e proiettili d'artiglieria contro le posizioni israeliane nel territorio conteso di Shebaa. Israele ha risposto con attacchi di droni e fuoco d'artiglieria sulle posizioni di Hezbollah vicino al confine delle alture di Golan con il Libano. Questi attacchi hanno avuto luogo dopo che Hezbollah aveva espresso sostegno al popolo palestinese per l'attacco di Hamas contro Israele del 7 ottobre 2023. La crisi, dopo diversi mesi, si è intensificata il 25 agosto 2024 quando Israele ha lanciato un attacco preventivo verso il Libano.
Nel settembre 2024 Israele ha intensificato le operazioni con due ondate di attacchi contro i dispositivi elettronici utilizzati per le comunicazioni di Hezbollah e, successivamente, ha eliminato le figure di spicco del movimento, tra cui il segretario generale Hassan Nasrallah, e il suo successore, Hashem Safieddine, de facto decapitandone i vertici politico-militari.
Il 1º ottobre l'Esercito israeliano ha iniziato l'invasione del Libano meridionale. Le operazioni israeliane hanno portato a un significativo smantellamento delle infrastrutture militari di Hezbollah nel Libano meridionale e alla distruzione di gran parte delle sue scorte di missili.
Un accordo per un cessate il fuoco di 60 giorni è entrato in vigore il 27 novembre 2024. Esso prevede che Hezbollah sposti i suoi combattenti a nord del fiume Litani, a circa 30 chilometri dal confine israeliano, mentre Israele inizia a ritirare le sue forze dal Libano meridionale. L'Esercito libanese è stato incaricato di schierare circa 5000 soldati per monitorare la situazione e mantenere la pace nella regione. Il cessate il fuoco è monitorato da un gruppo di cinque Paesi, guidato dagli Stati Uniti, anche se Israele mantiene il diritto di colpire le minacce immediate in Libano durante questo periodo.

## Storia

### 2023
La mattina dell'8 ottobre 2023, Hezbollah ha lanciato razzi nelle Fattorie di Sheb'a. In risposta, le forze di difesa israeliane (IDF) hanno risposto con l'artiglieria e con un drone nel sud del Libano.
Israele ha effettuato una serie di attacchi aerei sul Libano meridionale il 9 ottobre, vicino alle città di Marwahin, Aïta ash-Chab e Dhayra nel distretto di Bint-Jbeil, dopo che numerosi militanti palestinesi si erano infiltrati al confine israeliano. Due combattenti (probabilmente palestinesi) sono stati uccisi. Hezbollah ha negato qualsiasi coinvolgimento nell'incidente; la milizia palestinese della Jihad islamica ha rivendicato la responsabilità dell'infiltrazione armata. Hezbollah ha successivamente annunciato la morte di altri due combattenti quella notte.
Durante gli scontri, due soldati israeliani e il tenente colonnello Alim Abdallah, vice comandante della 300 brigata israeliana, sono morti per le ferite inflitte da colpi di arma da fuoco al confine, tre soldati sono rimasti feriti.
Hezbollah e l'IDF si sono scontrati direttamente il 10 ottobre, con Hezbollah che ha lanciato una salva di razzi contro Israele e le fazioni palestinesi che attaccavano le forze di sicurezza. Hezbollah ha lanciato missili guidati anticarro contro un veicolo militare israeliano nell'area Avivim, provocando come rappresaglia un attacco di elicotteri israeliani.
L'11 ottobre Hezbollah ha lanciato missili anticarro contro una posizione militare israeliana affermando di aver causato vittime. In risposta, l'IDF ha bombardato l'area da cui era stato lanciato l'attacco. L'ospedale italo-libanese di Tiro ha ricoverato tre civili feriti. L'esercito israeliano ha ordinato ai residenti del nord di Israele di cercare rifugio in seguito alle segnalazioni di lanci di droni dal sud del Libano. Un missile Patriot è stato lanciato per intercettare un proiettile sospetto, dopo di che l'IDF ha scoperto che l'oggetto in questione non era un drone. Le sirene d'allarme sono state attivate nel nord di Israele dopo che sono emerse notizie secondo cui fino a 20 infiltrati di parapendio erano entrati nel territorio israeliano dal Libano, prima che l'IDF respingesse l'informazione come falso allarme.
Il Ministero della difesa israeliano ha annunciato il 12 ottobre la morte di un soldato (un altro è rimasto ferito) da un missile anticarro lanciato da Hezbollah.
Il 13 ottobre, il vice leader di Hezbollah, Sheikh Naïm Qassem, ha dichiarato che "quando arriverà il momento di agire, lo eseguiremo", affermando che Hezbollah è pronto e che "contribuirà agli scontri contro Israele secondo il suo piano". L'IDF ha sparato con l'artiglieria nel sud del Libano a seguito di un'esplosione che ha causato lievi danni a una sezione del muro di confine tra Israele e Libano vicino al Kibbutz Hanita. Issam Abdallah, un giornalista video libanese della Reuters, è stato ucciso, mentre almeno altri sei giornalisti della Reuters, dell'AFP e di Al Jazeera sono rimasti feriti. L'esercito libanese ha detto che altre due persone sono rimaste ferite nello sciopero.
L'esercito israeliano ha diffuso il 14 ottobre il filmato di un attacco di droni che avrebbe ucciso tre infiltrati libanesi vicino a Margaliot, membri di Hamas.
Il 15 ottobre, Hezbollah ha lanciato cinque missili anticarro verso il nord di Israele, uccidendo un civile e ferendone altri tre a Shtula.
L'esercito israeliano ha annunciato il 16 ottobre l'evacuazione dei residenti dagli insediamenti situati a due chilometri dal confine libanese.
I media statali libanesi hanno riferito il 17 ottobre che Dhayra e altre aree lungo la parte occidentale del confine sono state soggette a bombardamenti "continui" durante la notte. Al mattino presto, è stato riferito che diverse persone soffrivano di sintomi di soffocamento dopo che l'IDF avrebbe sparato proiettili al fosforo bianco nel villaggio.
L'esercito israeliano ha affermato di aver ucciso quattro potenziali infiltrati lungo il confine libanese mentre tentavano di piazzare bombe sul muro di confine. Il 20 ottobre il ramo libanese di Hamas lancia una trentina di razzi verso il nord di Israele. Il giorno successivo, le autorità israeliane hanno deciso di evacuare la città di Kiryat Shmona e i suoi 25 000 abitanti.
A mezzogiorno, l'esercito israeliano ha detto che uno dei suoi aerei aveva ucciso tre combattenti di Hezbollah che si erano infiltrati al confine di Shtula. Nel pomeriggio, diversi lanci di proiettili sono stati effettuati dal Libano verso il nord di Israele, l'IDF ha risposto con il fuoco dell'artiglieria sulle fonti degli attacchi. L'esercito israeliano ha annunciato che un soldato di riserva americano è stato ucciso e altri tre feriti.
Nel primo pomeriggio del 21 ottobre diversi razzi sono stati lanciati dal Libano verso le fattorie di Chebaa, senza provocare feriti. L'IDF ha effettuato un attacco con droni contro la squadra di combattenti che ha lanciato i razzi.
Poco dopo, dal Libano sono stati lanciati missili guidati anticarro verso Margaliot e Hanita, due lavoratori stranieri sono rimasti feriti. L'IDF ha effettuato attacchi aerei contro missilistiche.
In serata, un altro missile guidato anticarro è stato lanciato dal Libano verso Bar'am. Un soldato dell'IDF è rimasto gravemente ferito. L'esercito israeliano ha risposto con diversi attacchi aerei nel sud del Libano.
Secondo l'IDF, nella tarda mattinata del 22 ottobre, un missile guidato anticarro è stato lanciato dal Libano verso le fattorie di Shebaa. L'IDF ha risposto e ha ucciso la squadra missilistica.
Nel primo pomeriggio, diversi colpi di mortaio sono stati sparati verso Yiftah, senza che siano stati segnalati danni o vittime. In serata, un missile guidato anticarro è stato lanciato contro Arab al-Aramshe, l'IDF ha risposto con continui attacchi aerei contro le squadre di lancio missilistici. Durante la giornata sono state colpite sette squadre.
Dopo una giornata di attacchi dell'IDF contro le squadre missilistiche di Hezbollah, in serata un missile guidato anticarro è stato lanciato verso Kiryat Shmona. Due persone sono rimaste ferite e una casa è stata danneggiata. L'IDF ha risposto il 23 ottobre con continui attacchi aerei.
Il 28 ottobre una bomba colpì la sede dell'UNIFIL a Naqoura. Ore dopo, due colpi di mortaio hanno colpito una base UNIFIL a Hula, ferendo un peacekeeper nepalese.
Il 29 ottobre, le brigate Al-Qassam hanno lanciato 16 razzi a Kiryat Shmona, colpendo un edificio residenziale. Hebollah ha abbattuto un drone israeliano con un missile terra-aria.
I combattenti del PIJ hanno tentato di infiltrarsi nelle posizioni dell'IDF al confine libanese il 30.
Il giorno successivo, Hezbollah ha effettuato quattro attacchi contro le posizioni dell’IDF nel nord di Israele.
Il 1º novembre Hezbollah ha effettuato numerosi attacchi missilistici anticarro contro Yiftah.
Kiryat Shmona venne colpita da sette razzi il 5 novembre 2023. La città è stata in gran parte evacuata, ai residenti rimasti è stato chiesto di rimanere vicino ai rifugi antiaerei.

### 2024
Il 26 febbraio 2024, per la prima volta dall'inizio della guerra a Gaza tra Israele e Hamas, l'esercito israeliano ha effettuato attacchi nell'est del Libano, prendendo di mira obiettivi di Hezbollah, almeno due membri sono stati uccisi nella zona città di Baalbeck.
Cinque persone, tra cui tre bambini, sono state uccise negli attacchi israeliani nel Libano meridionale il 16 luglio 2024.
Il 27 luglio 2024 un attacco missilistico è stato lanciato sulla città druza di Majdal Shams, situata nel nord delle alture del Golan. Ha ucciso undici persone, tra cui bambini e adolescenti di età compresa tra i 10 e i 16 anni, in un campo di calcio locale, e ha ferito almeno 34 persone. Questo è stato il più mortale attacco lanciato da Hezbollah dall'inizio della guerra. Tuttavia, l'organizzazione nega di essere responsabile di questo attacco. Il 30 luglio, Israele ha bombardato l'ultimo piano di un edificio di otto piani nel quartiere di Dahiya nella periferia meridionale di Beirut. Il portavoce dell'ISIL afferma che l'attacco mirato ha preso di mira il comandante di Hezbollah Fuad Shukr responsabile dell'attacco di Majdal Shams. Il 13 agosto 2024, l'IDF ha lanciato attacchi aerei contro obiettivi di Hezbollah nei villaggi del Libano meridionale, uccidendo due persone in un attacco aereo a Baraachit.

#### Attacchi israeliani in Libano dell'agosto 2024
Il 17 agosto, almeno 11 persone, tra cui una donna e i suoi due figli, sono state uccise e quattro ferite, di cui due gravi, in un attacco israeliano contro un magazzino di metalli a Nabatiye. Le IDF hanno dichiarato di aver colpito un “deposito di armi” di Hezbollah.
Il 25 agosto, Israele ha avviato un'operazione militare preventiva nel Libano meridionale contro obiettivi di Hezbollah. Hezbollah ha affermato di aver lanciato oltre 320 razzi Katyusha verso siti delle IDF nel nord di Israele e sulle alture del Golan come prima fase di risposta all'assassinio di Fuad Shukr. Un attacco di droni israeliani a Qasimia nel Libano meridionale ha ferito due persone, tra cui un militante di Hezbollah. Israele ha anche lanciato un missile aria-terra ad al-Mansouri senza causare vittime. Gli attacchi aerei israeliani hanno colpito anche Khiam, Zebqin, Yater, Sheb'a, Nabatieh, Bir Kalb, Kfar Kila, Aalma ech Chaab e Mays al-Jabal, uccidendo un militante di Hezbollah e un militante del movimento Amal. Altre tre persone sono rimaste ferite, vale a dire un militante di Hezbollah e un cittadino siriano. Un ufficiale della Marina israeliana è stato ucciso durante un attacco missilistico di Hezbollah su una motovedetta veloce di classe Dvora al largo della costa di Nahariya, nel nord di Israele, e altri due sono rimasti feriti. Un attacco di droni israeliani ha colpito Zawtar El Charkiyeh. Hezbollah ha confermato la morte di altri sei militanti.
Il 26 agosto, un attacco di droni israeliani ha preso di mira un'auto a Sidone. Hezbollah ha affermato che il loro attacco di droni ha colpito le apparecchiature di sorveglianza a Ramya. Le IDF hanno affermato di aver colpito gli edifici di Hezbollah a Kfar Kila e Tayr Harfa così come a Shebaa e Aita ash-Shaab. I media libanesi hanno anche riferito che l'artiglieria israeliana ha colpito la periferia di Chamaa e Naqoura. Hezbollah ha affermato di aver effettuato tre attacchi di droni contro obiettivi israeliani.
Il 27 agosto, l'IDF ha dichiarato di aver effettuato attacchi aerei sugli edifici di Hezbollah a Meiss el-Jabal, Khiam, Hair e Bint Cabal. Gli attacchi aerei israeliani a Majdal e Chihine hanno ferito quattro persone. Hezbollah ha affermato di aver utilizzato un drone carico di esplosivo per colpire un "insediamento israeliano illegale" e una caserma dell'IDF a Beit Hillel. L'IDF ha confermato il ferimento di un soldato in un attacco di droni nell'Alta Galilea. Un raid aereo israeliano ha preso di mira un pick-up con equipaggiamento militare vicino a Chaat nel nord-est del Libano.

## La guerra

### Attacchi israeliani in Libano, Siria e Iraq del settembre 2024
Il 17 settembre, Hezbollah ha affermato di aver colpito il sito IDF di Abbad. L'IDF ha colpito i sobborghi di Aalma ech Chaab e Yarine utilizzando proiettili di mortaio. I jet israeliani hanno colpito anche Blida, uccidendo tre persone e ferendone due. L'IDF ha dichiarato di aver ucciso tre militanti di Hezbollah. Hezbollah ha affermato che i suoi razzi hanno colpito le postazioni di artiglieria israeliane a Zaura. Lo Shin Bet ha affermato di aver sventato un tentativo di Hezbollah di assassinare un ex alto funzionario della difesa con una mina claymore. Il Gabinetto di Sicurezza di Israele ha approvato un nuovo obiettivo di guerra, ovvero il ritorno dei residenti evacuati nel nord di Israele, che si aggiunge agli obiettivi di distruzione di Hamas e di liberazione degli ostaggi. Almeno 12 persone sono state uccise e più di 2750 sono state ferite, tra cui membri di Hezbollah e civili, dopo l'esplosione dei loro cercapersone in Libano, anche nella capitale Beirut, e Siria. Tra i feriti vi è stato anche l'ambasciatore iraniano Mojtaba Amani. Diversi droni lanciati dal Libano hanno attraversato il confine. Hezbollah ha confermato la morte di 12 militanti quel giorno.
Il 18 settembre, un drone di Hezbollah lanciato dal Libano ha attraversato il confine. L'IDF ha dichiarato di aver colpito le infrastrutture militari di Hezbollah a Majdal Salem e i suoi aerei da guerra hanno colpito edifici militari di Hezbollah a Al Adisa, Markaba, Blida, Maron al-Ras e Shehin. Un'altra serie di esplosioni di dispositivi wireless è stata segnalata in tutto il Libano, causando la morte di almeno 30 persone e il ferimento di altre 750. Hezbollah ha dichiarato di aver effettuato quattro attacchi contro siti delle IDF, tra cui quelli di Neve Ziv e Beit Hillel, con razzi e artiglieria. I media libanesi hanno riferito che gli attacchi israeliani hanno colpito Al-Jbeen, Shama, Majdalzoun, Kfar Kila, Kfar Shiuba, Houla, al-Taybeh, la foresta nelle vicinanze di Kounine e Beit Yahoun e la periferia di Yater. Le IDF hanno dichiarato di aver colpito siti Hezbollah a Chihine, Tayibe, Blida, Meiss El Jabal, Aitaroun e Kfarkela e un deposito di armi di Hezbollah a Khiam in questi attacchi aerei. Per Hassan Nasrallah, gli attacchi contro il Libano del giorno precedente, erano stati una dichiarazione di guerra da parte di Israele.
Il 19 settembre, due missili guidati anticarro lanciati da Hezbollah hanno colpito Ramim Ridge ferendo otto persone. Hezbollah ha affermato di aver preso di mira un sito delle IDF. Un drone contenente esplosivi ha colpito Ya'ara, ferendo diverse persone. Le IDF hanno detto di aver iniziato a compiere attacchi aerei contro Hezbollah per distruggere le sue capacità nel sud del Libano mentre sono stati segnalati pesanti bombardamenti a Deir Kanoun Naher. Le IDF hanno anche detto di aver ucciso due militanti libanesi che tentavano di infiltrarsi nel confine e di posizionare un esplosivo in una base delle IDF. Due soldati israeliani sono stati uccisi e altri nove sono rimasti feriti negli attacchi di Hezbollah nelle vicinanze del confine libanese. Tre razzi lanciati da Hezbollah a Metulla hanno causato incendi e danneggiato l'infrastruttura elettrica. Le IDF hanno detto che i suoi jet hanno colpito più di cento lanciarazzi di Hezbollah e altri siti di Hezbollah nei suoi attacchi aerei più pesanti da quando il conflitto Israele-Hezbollah è iniziato nell'ottobre 2023. Un attacco israeliano ad al-Haniyeh ha ferito quattro persone. L'agenzia di stampa nazionale libanese ha riferito che gli attacchi aerei israeliani hanno preso di mira Mahmoudieh, Ksar al-Aroush e Birket Jabbour.
Il 20 settembre, un attacco israeliano nel sobborgo di Dahieh a Beirut ha ucciso Ibrahim Aqil, il comandante ad interim della forza d'élite Redwan e altre persone tra cui Ahmad Mahmoud Wahabi, un comandante superiore di Hezbollah. Almeno 45 persone vennero uccise quel giorno, tra cui Aqil, Wahabi, altri 14 militanti di alto rango di Hezbollah, tre bambini e sette donne, mentre 68 persone sono rimaste ferite. Hezbollah ha affermato che i suoi razzi Katjuša avevano colpito la base delle IDF a Meron. Hezbollah ha anche detto che aveva preso di mira le basi aeree israeliane, le basi di intelligence e un carro armato.
Il 21 settembre, le IDF hanno affermato di aver "quasi completamente smantellato" la catena di comando militare di Hezbollah. Le IDF hanno affermato di aver distrutto migliaia di lanciarazzi. Quattro persone sono state ferite negli attacchi israeliani. La IAF ha lanciato anche attacchi di artiglieria pesante in diverse aree del Libano meridionale. Le IDF hanno detto di aver lanciato 400 attacchi contro i lanciarazzi di Hezbollah e altre infrastrutture.
Il 22 settembre, il presidente israeliano Isaac Herzog ha negato qualsiasi coinvolgimento israeliano nelle esplosioni dei cercapersone. Hezbollah ha effettuato due attacchi alla base aerea israeliana di Ramat David usando missili Fadi 1 e Wadi 2, ferendo una persona; altre tre persone sono rimaste ferite anche a Krayot e nella Bassa Galilea. Tre persone sono state uccise negli attacchi israeliani nel sud del Libano. Hezbollah ha confermato la morte di due dei suoi militanti. Hezbollah ha affermato di aver colpito tre obiettivi israeliani.
Il 23 settembre, le IDF hanno condotto oltre 1600 attacchi in Libano, uccidendo almeno 558 persone e ferendone più di 1835, tra cui bambini, donne e paramedici, secondo il Ministero della Salute libanese. Hezbollah ha sparato circa 240 razzi in Israele, in Cisgiordania e nelle Alture del Golan, ferendo cinque persone. Per prima cosa ha sparato 35 razzi nel nord di Israele prendendo di mira le basi e i magazzini delle IDF, ferendo leggermente un uomo nella Bassa Galilea. In seguito ha sparato circa 80 razzi, prendendo di mira diverse località tra cui Ariel e Karnei Shomron nella Cisgiordania occupata e Haifa. Il gruppo ha preso di mira le basi IDF e le strutture di Rafael Advanced Defense Systems. Ali Karaki, il comandante del fronte meridionale di Hezbollah, è stato preso di mira in un attacco aereo israeliano a Dahieh. Hezbollah ha detto che è sopravvissuto all'attacco. Un comandante di campo di Hamas è stato ucciso in un attacco aereo israeliano nel sud del Libano.

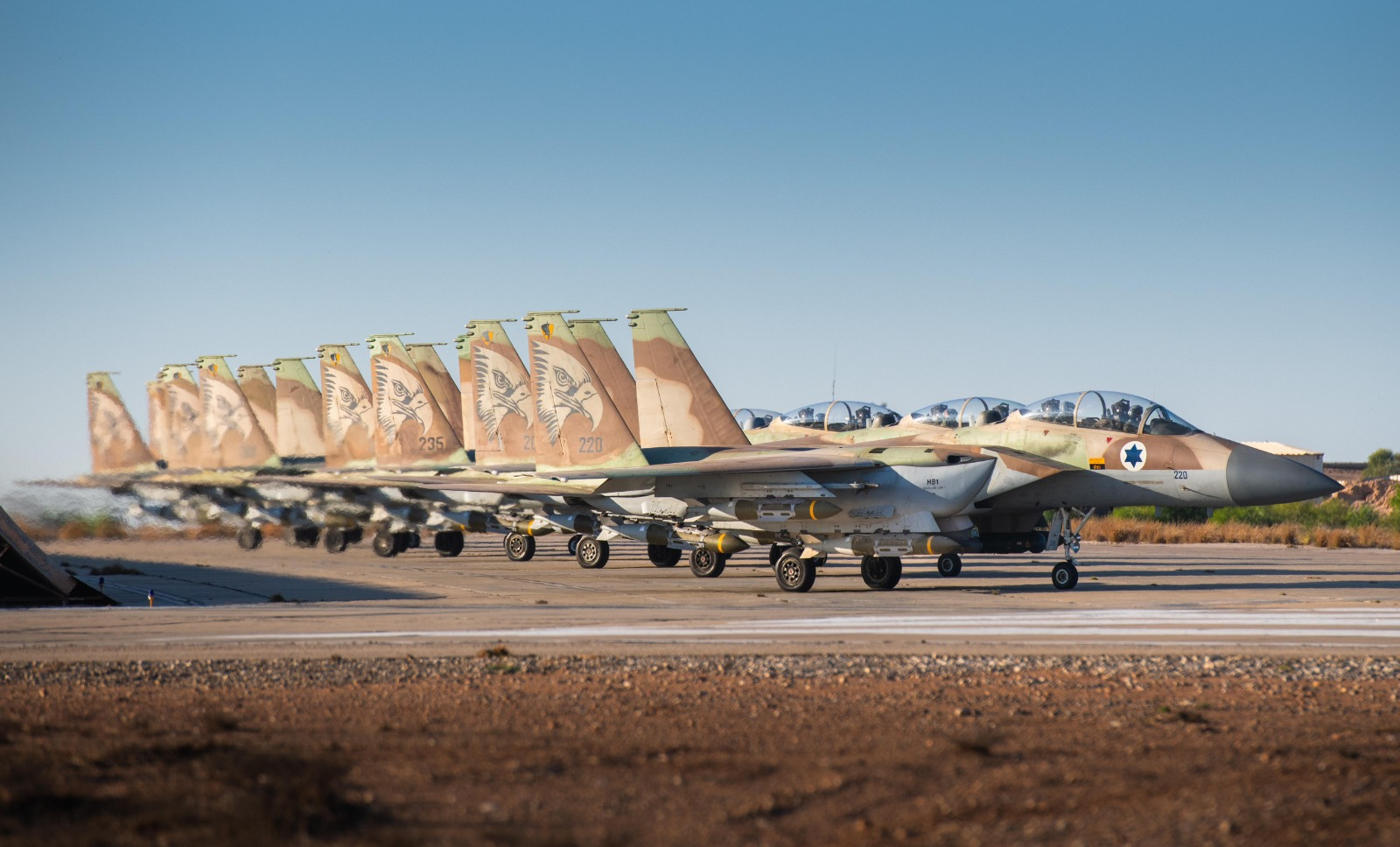
Lo Squadrone No.69 "Hammers" dell'Aeronautica Militare Israeliana subito prima dell'attacco a Hezbollah del 27 settembre 2024.

Bombardamenti su Beirut e uccisione di Nasrallah
Tra il 23 e il 27 settembre Israele effettua cinque incursioni mirate nella periferia sud di Beirut. Il 24 settembre viene ucciso il comandante della divisione missilistica di Hezbollah, Ibrahim Qubaisi. Il 26 settembre il lancio di tre missili porta al crollo di una palazzina e alla morte del capo dell’unità dei droni, Mohammad Surur. Il 27 settembre è il giorno dell'attacco più imponente sulla capitale dall'inizio delle ostilità: i jet di Tel Aviv sganciano decine di ordigni radendo al suolo sei palazzi. Ad essere preso di mira è il quartier generale di Hezbollah a Dahiya e l’obiettivo principale è il leader Hassan Nasrallah, il cui corpo verrà recuperato il mattino seguente. Nel raid restarono uccisi anche Ali Karaki, capo del Fronte meridionale di Hezbollah sopravvissuto all'attacco del 23 settembre, e Abbas Nilforoushan, comandante della Forza Quds dell'IRGC in Libano. L’operazione israeliana è stata denominata “Nuovo Ordine”. Le ore seguenti sono caratterizzate da altre incursioni aree di Israele in diversi punti della periferia sud di Beirut con lo scopo di eliminare ulteriori depositi di armi del gruppo sciita.
Il 28 settembre, l'agenzia nazionale di stampa libanese ha riferito che gli attacchi delle IDF hanno colpito i centri della protezione civile e una clinica medica a Taybeh e Deir Syriane, uccidendo 11 membri del personale medico e ferendone altri 10.

### Invasione del Libano meridionale nell'ottobre 2024

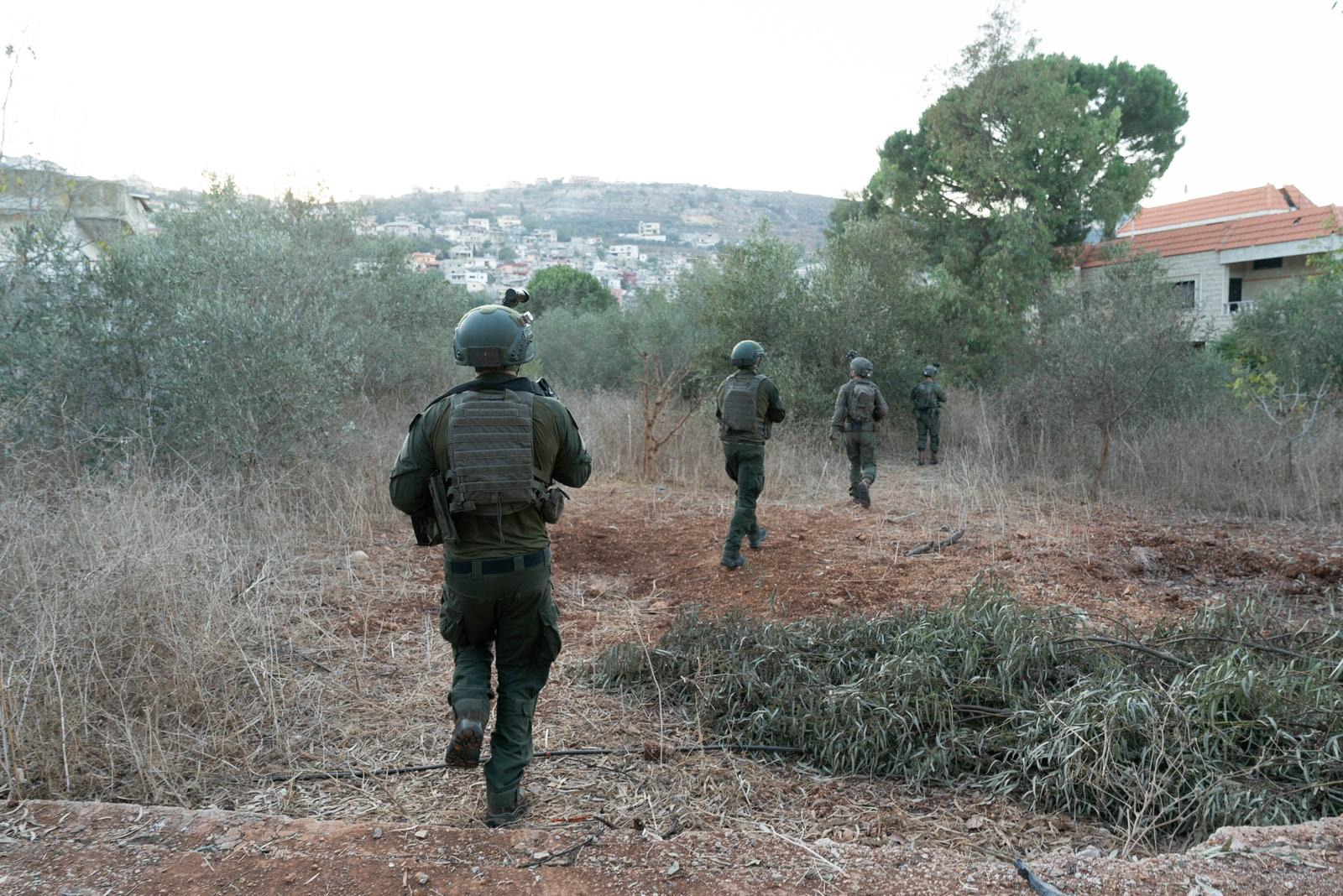
Soldati israeliani nel Libano del Sud (8 ottobre 2024)

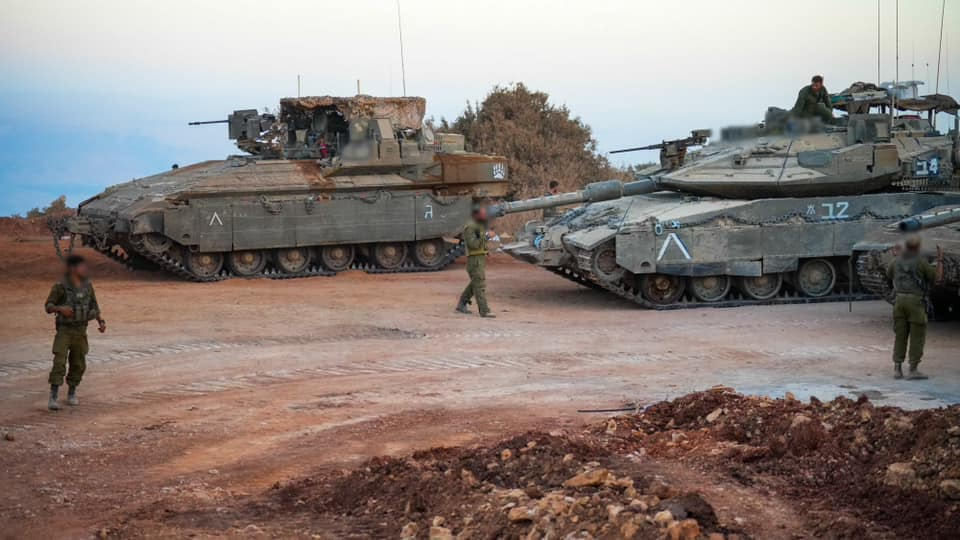
Carri armati israeliani nel Libano meridionale (18 ottobre 2024)

L'invasione israeliana del Libano è iniziata il 1º ottobre, dopo che il confronto fra Israele e Hezbollah si è intensificato a settembre, quando Israele ha lanciato un attacco informatico a cercapersone, walkie-talkie e radio utilizzati dai membri di Hezbollah, facendoli esplodere ed effettuando una serie di attacchi aerei su gran parte del Paese dei Cedri riuscendo ad eliminare tutti i vertici politico-militari di Hezbollah.

## Reazioni
In seguito agli scontri, la Swiss International Air Lines e Lufthansa hanno sospeso i voli per Beirut, mentre la compagnia di bandiera libanese Middle East Airlines ha trasferito a titolo precauzionale cinque dei suoi 24 aerei a Istanbul. Australia, Canada, Francia, Germania, Spagna e Regno Unito hanno sconsigliato i viaggi in Libano.

## Leader militari e politici di Hezbollah uccisi
- Ahmed Wahbi – capo dell'unità di addestramento ed ex comandante della Forza Rawdan, 20 settembre 2024
- Ali Ahmed Hassin – comandante della Forza Rawdan, 7 aprile 2024[100]
- Ali Karaki – comandante del fronte meridionale, 27 settembre 2024
- Fuad Shukr – comandante supremo dell'unità strategica e del progetto missilistico di precisione, 31 luglio 2024[101][102]
- Hashem Safieddine – capo del Consiglio esecutivo e cugino di Hassan Nasrallah, 3 ottobre 2024
- Hassan Nasrallah – segretario generale del partito e numero uno dell'intera organizzazione, 27 settembre 2024[103]
- Ibrahim Aqil – capo delle operazioni e comandante supremo della Forza Radwan, 20 settembre 2024
- Mohammad Afif – portavoce, 17 novembre 2024[104]
- Ibrahim Muhammad Qabisi – comandante della divisione missilistica, 25 settembre 2024[105]
- Mohammed Naameh Nasser – comandante dell'unità Aziz, 3 luglio 2024[106]
- Muhammad Hussein Surur – comandante delle unità aeree, 26 settembre 2024
- Nabil Qaouk – capo dell'unità di sicurezza preventiva e vice capo del Consiglio esecutivo, 28 settembre 2024[107]
- Qassem Saqlawi – comandante del sistema razzi e missili nel settore costiero centrale, 21 maggio 2024[108]
- Sami Taleb Abdullah – comandante dell'unità Nasser, 11 giugno 2024[109][110]
- Wissam Hassan al-Tawil – comandante della Forza Rawdan, 8 gennaio 2024[111]